# Día de Andalucía
El Día de Andalucía se celebra el 28 de febrero y conmemora el día de la celebración del referéndum sobre la iniciativa del proceso autonómico de Andalucía del año 1980 que dio autonomía plena a la comunidad andaluza. El referéndum del 28 de febrero vino tras las grandes manifestaciones autonomistas del 4 de diciembre de 1977.
El 4 de diciembre de 2022 se celebró por primera vez el día de la Bandera Andaluza, como homenaje a aquella manifestación del 4 de diciembre de 1977 y se ha elegido este día como homenaje a aquel 4-D. 
En muchos pueblos y ciudades se decoran los balcones, donde se cuelga la bandera de Andalucía en las rejas y ganchos de estos, y se celebran concursos de patios andaluces y en los colegios e institutos cantan y tocan a sones de flauta el himno de Andalucía. En los colegios antes del 28 de febrero, se programan diversas actividades para la conmemoración del día de Andalucía. Hoy en día es fiesta en todas las localidades andaluzas. Se come pan con aceite de oliva y sal o azúcar en los pueblos y ciudades y sobre todo en los colegios.
Los centros educativos conmemoran esta festividad algunos días anteriores para que el alumnado conozca las tradiciones de su tierra. Además de comer mollete antequerano con aceite y azúcar o sal. Algunos colegios organizan una fiesta para mostrar algunos elementos de Andalucía, como el himno de Andalucía y la vestimenta característica de la cultura andaluza, incitan al alumnado a que asistan al colegio vestidos con dicha ropa si lo desea. En el caso de las chicas, se visten con el traje de flamenca, y los alumnos con el traje de corto andaluz, puesto que es un icono de la cultura andaluza.[cita requerida]

## Actos conmemorativos

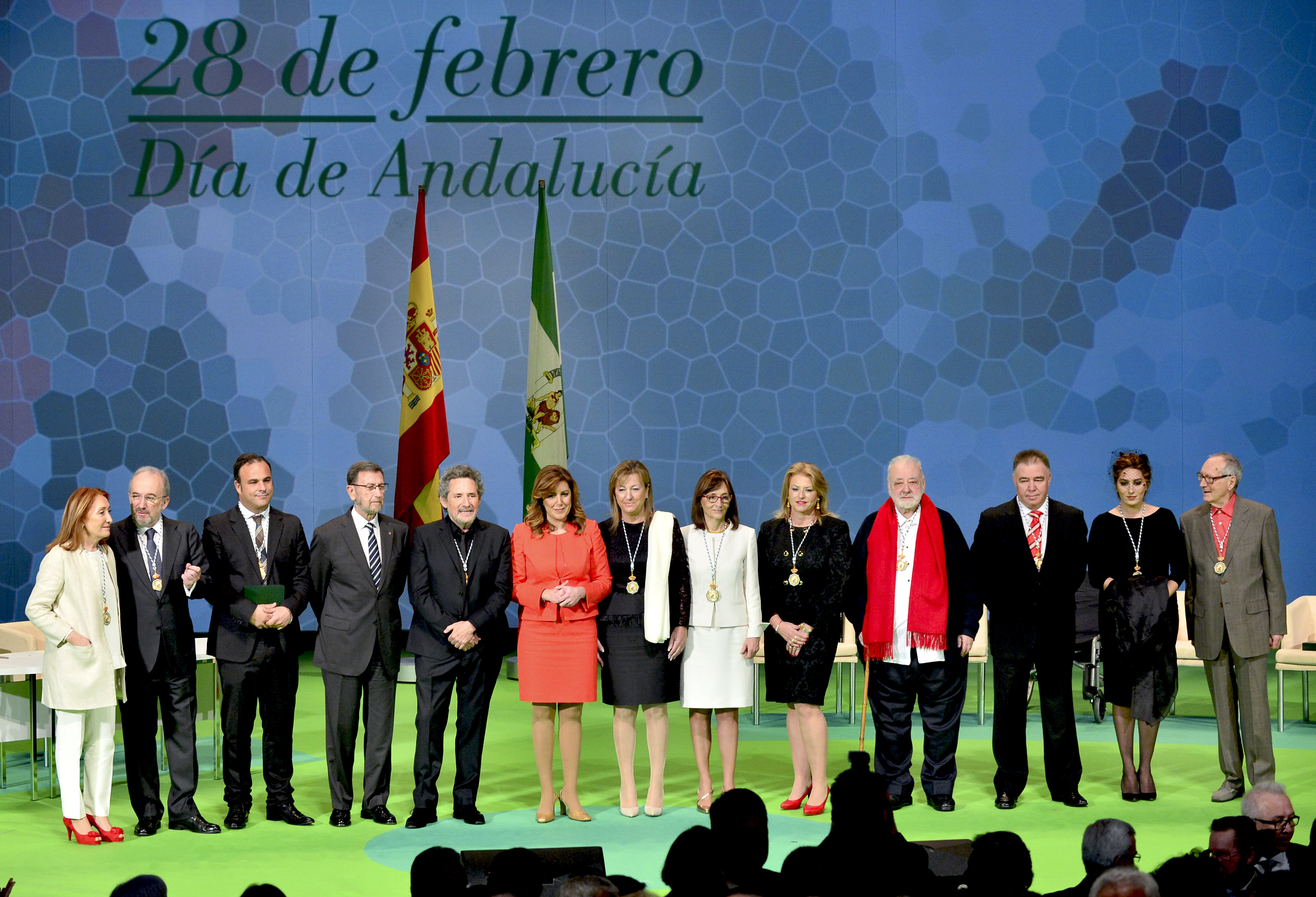
Entrega de Medallas de Andalucía en 2014 por Susana Díaz, en el centro. También se nombró Hijo Predilecto de Andalucía a Miguel Ríos. La entrega tuvo lugar el 28 de febrero, Día de Andalucía

Habitualmente coincide con la entrega de Medallas de Andalucía por el gobierno autonómico y se nombran hijos predilectos de Andalucía. También se realiza un izado de bandera en el exterior del Parlamento de Andalucía.

### 2007
- 28F Página web oficial.
- Discursos del 28F.

### 2006
- 28F Página web oficial.
- Discursos del 28F.

- Datos: Q2329751
- Multimedia: Andalusia Day / Q2329751